# Listă de filme dramatice
Aceasta este o listă de liste de filme dramatice:
- Listă de filme dramatice înainte de 1920
- Listă de filme dramatice din anii 1920
- Listă de filme dramatice din anii 1930
- Listă de filme dramatice din anii 1940
- Listă de filme dramatice din anii 1950
- Listă de filme dramatice din anii 1960
- Listă de filme dramatice din anii 1970
- Listă de filme dramatice din anii 1980
- Listă de filme dramatice din anii 1990
- Listă de filme dramatice din anii 2000
- Listă de filme dramatice din anii 2010
- Listă de filme dramatice din anii 2020